# Krāslava

Blason de la ville

Krāslava() (en russe : Kraslavka, autrefois en allemand Kreslau et en français Craslau) est une ville du district de Kraslava, dans la région de Latgale en Lettonie. Elle a reçu le statut de ville en 1923. Au recensement de 2007, il y avait 10 854 habitants.

## Histoire

### Jusqu'en 1917
C'était au XIIIe siècle, un important point de passage entre les Varègues vers la mer Noire, partie de la principauté orthodoxe de Jersika, mais les premières traces officielles datent du XIVe siècle, lorsque l'Ordre de Livonie y fonde un dépôt de vivres et de marchandises sous le nom de Kreslau. Il devient un domaine seigneurial en 1558. Une petite église de bois catholique est construite au début du XVIe siècle qui est reconstruite en 1676 par le seigneur de l'endroit, Georg von Lündinghausen, avec l'appui des jésuites. Kreslau est racheté en 1729 par le maire de Dünabourg, le comte Ludwig Peter von Plater. Ses descendants habiteront le château pendant deux cents ans et seront chassés au début de la Première Guerre mondiale.
L'église catholique est rebâtie en pierre entre 1755 et 1767 et l'on construit une chapelle dédiée à saint Donat et un nouvel autel, surmonté plus tard d'un tableau montrant saint Louis partant pour la Croisade (1888), patron de la famille Plater. Un petit séminaire, premier du genre dans la région, est ouvert en 1757. Il est dirigé par les Pères de Saint-Vincent de Paul. Les études se prolongeaient au séminaire de Wilno pour former les futurs prêtres du Latgale et de la Russie blanche.
Le comte Auguste-Jérôme-Hyacinthe von Plater (1750-1803) hérite du domaine en 1778. Il est nommé chevalier de l'Ordre de Saint-Stanislas et chevalier de l'Ordre de l'Aigle blanc. Il assiste au couronnement de l'empereur Paul Ier de Russie, en tant que représentant du gouvernement de Polotsk en 1797. Un hôpital est construit en 1789 qui sera le premier du Latgale.
Après le troisième partage de la Pologne, la région est éloignée des grands axes de circulation et Kreslau décline. Les jésuites y installent pourtant une école entre 1811 et 1815 et les Pères de l'Ordre des Missionnaires y ouvrent une école en 1814. Lorsque les autorités russes veulent fermer l'école en 1829, le comte Adam von Plater donne sa propre bibliothèque. Elle sera toutefois déménagée à Rezekne en 1854.
On construit une église orthodoxe de 1840 à 1859 pour les besoins des arrivants russes, vouée à saint Georges. Il y avait toutefois aussi de nombreux Vieux Croyants, installés dans la région depuis un siècle. Ils enregistrent leur paroisse en 1850.
Il y avait 3 030 habitants en 1852, dont un certain nombre vivait de la tannerie et du tissage. Il y avait quatre foires par an, faisant venir des artisans allemands et polonais.

### Après 1917
Kreslau, devenu Kraslava en Lettonie reçoit le statut de ville en 1923. Son maire Moïse Rabinowitsch (1882-1941) lui donne son blason : une barque d'argent avec cinq avirons sur fond bleu. Les cinq avirons symbolisent les cinq nationalités d'alors qui se côtoient à Kraslava : les Polonais, les Lettons, les Juifs, les Russes et les Biélorusses.
la ville est occupée le 18 juin 1940 par l'Armée rouge. Le Parti communiste letton, interdit jusqu'alors, est légalisé et la propagande soviétique se déploie. La Lettonie est annexée par l'URSS le 5 août 1940. Les commerces et les fabriques sont nationalisés. Des cercles athées et de propagande communiste s'activent et des éléments anti-soviétiques sont déportés en Sibérie : 21 habitants, dont le maire et son épouse, sont déportés le 14 juin 1941. Le curé, le vicaire et le sacristain de l'église catholique sont arrêtés et torturés le 30 juin 1941.
Du 25 juin au 3 juillet, la ville est attaquée par une division d'infanterie allemande et souffre de bombardements. L'Armée rouge fuit le 4 juillet. C'est le début de l'occupation allemande.
Le général letton Otto Lantselle est exécuté le jour même et le 27 juillet les déportations de Juifs commencent. 1 350 d'entre eux sont déportés et 200 Juifs sont fusillés le 23 août. 51 habitants sont déportés en 1942 au titre du travail obligatoire en Allemagne.
Les Soviétiques chassent les Allemands de Kraslava, le 22 juillet 1944.

### Après 1945
Un certain nombre d'habitants, souvent injustement accusés de collaboration, sont déportés en Sibérie. Cependant la ville n'a pas été endommagée par les combats. De nouveaux bâtiments (une maison de la culture, aujourd'hui maison du sport, le bâtiment du comité du parti, aujourd'hui assemblée du district, le nouveau stade) sont construits dans les années 1950, et peu après une usine de tissage du lin et des immeubles d'habitation. Dans les années 1960, on construit de nouvelles usines, un cinéma, et plusieurs écoles, ainsi que dans les années 1970, avec un nouveau faubourg moderne. Un cimetière militaire et un mémorial des victimes de la Seconde Guerre mondiale est construit en 1965.
Les années 1980 voient la ville s'agrandir avec une nouvelle maison des Pionniers et des immeubles d'habitation.
La ville restaure ses anciens bâtiments après l'indépendance, ouvre à nouveau une école polonaise et fait construire un pont en 1994 au-dessus de la Daugava. Les premières élections municipales libres ont lieu le 29 mai 1994.
Un nouveau bâtiment de l'école polonaise, portant le nom des Comtes Plater, est inauguré en 2002 en présence du président du parlement letton, de la vice-présidente du sénat polonais et d'une délégation de la famille des Comtes Plater qui ont offert le nouvel étendard de l'école.

## Personnalités
- Nicolas Lossky (1870-1965), né à Kraslavka, philosophe
- Ineta Radeviča, née en 1981 à Kraslava, athlète

## Galerie

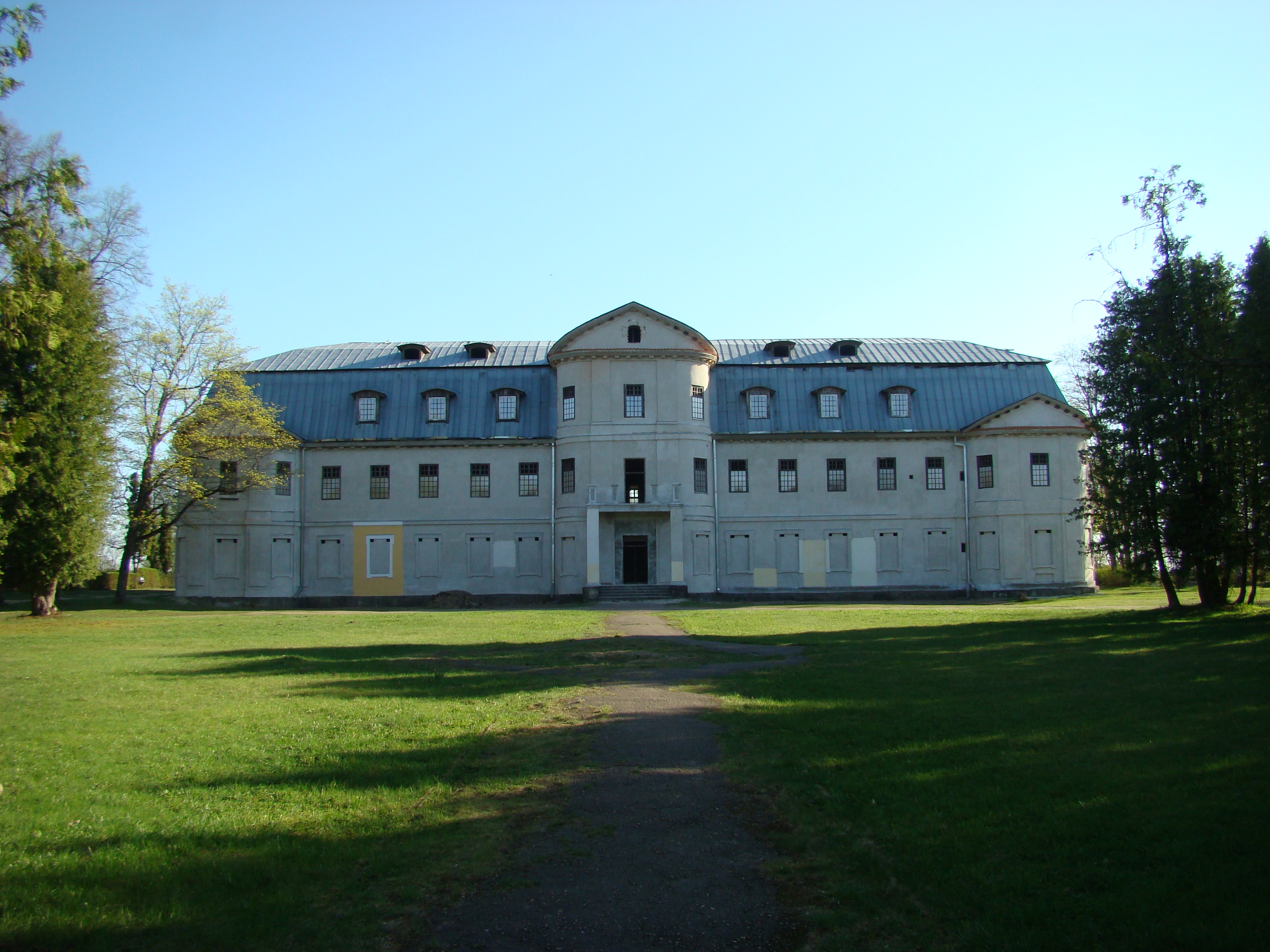
Le château.